# Kamele ngoni

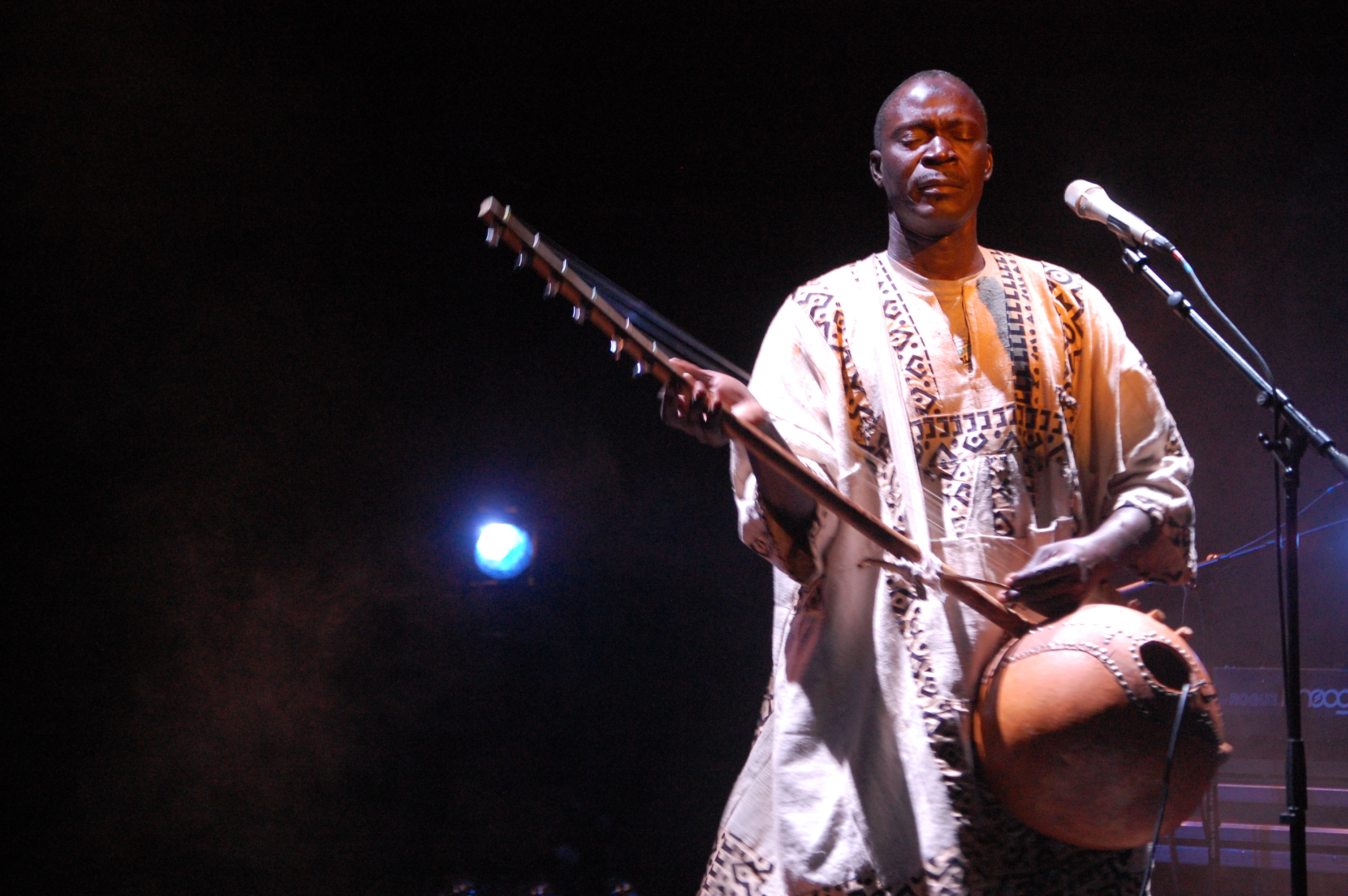
Issa Bagayogo jouant du kamele ngoni

Le kamale ngoni (encore orthographié kamele n'goni, kamelen ngoni, kamelengoni, kamale ngoni ou encore kamalengoni) est un instrument acoustique, à cordes pincées de la famille des harpes, de la musique d’Afrique de l'Ouest, originaire du Mali très populaire et prisé des jeunes, et associé au renouveau de la musique Wassoulou.

## Joueurs notables (années actives)
- Alata Brulaye (années 60 - 90)
- Satigui Sidibé (années 70 - 2020)
- Brehima Diakité dit "Benogo" (années 80 - maintenant)
- Yoro Diallo (années 80 - maintenant)
- Camara Seydou (années 90 - 2003)
- Vieux Kanté (années 80 - 2005)
- Issa Bagayogo (années 90 - 2016)
- Baba Sissoko (années 90 - maintenant)
- Harouna Samake (années 90 - maintenant)
- Kassim Sidibé (années 2000 - maintenant)
- Abou Diarra (années 2000 - maintenant)